# Kinyongia
Genre
Kinyongia est un genre de sauriens de la famille des Chamaeleonidae.

## Répartition
Les 23 espèces de ce genre se rencontrent en Afrique de l'Est et au Congo-Kinshasa.

## Description
Ce sont des reptiles ovipares dont la plupart des espèces se caractérisent par une ou plusieurs excroissances (cornes) au niveau du nez.

## Liste des espèces
Selon The Reptile Database (9 novembre 2017) :
- Kinyongia adolfifriderici (Sternfeld, 1912)
- Kinyongia asheorum Nečas, Sindaco, Kořený, Kopečná, Malonza & Modrý, 2009
- Kinyongia boehmei (Lutzmann & Necas, 2002)
- Kinyongia carpenteri (Parker, 1929)
- Kinyongia excubitor (Barbour, 1911)
- Kinyongia fischeri (Reichenow, 1887)
- Kinyongia gyrolepis Greenbaum, Tolley, Joma & Kusamba, 2012
- Kinyongia itombwensis Hughes, Kusamba, Behangana & Greenbaum, 2017
- Kinyongia magomberae Menegon, Tolley, Jones, Rovero, Marshall & Tilbury, 2009
- Kinyongia matschiei (Werner, 1895)
- Kinyongia msuyae Menegon, Loader, Davenport, Howell, Tilbury, Machaga & Tolley, 2015
- Kinyongia multituberculata (Nieden, 1913)
- Kinyongia mulyai Tilbury & Tolley, 2015
- Kinyongia oxyrhina (Klaver & Böhme, 1988)
- Kinyongia rugegensis Hughes, Kusamba, Behangana & Greenbaum, 2017
- Kinyongia tavetana (Steindachner, 1891)
- Kinyongia tenuis (Matschie, 1892)
- Kinyongia tolleyae Hughes, Kusamba, Behangana & Greenbaum, 2017
- Kinyongia uluguruensis (Loveridge, 1957)
- Kinyongia uthmoelleri (Müller, 1938)
- Kinyongia vanheygeni Necas, 2009
- Kinyongia vosseleri (Nieden, 1913)
- Kinyongia xenorhina (Boulenger, 1901)

## Taxinomie
Ce genre a été créé en 2006 pour recevoir un groupe monophylétique d'espèces qui étaient pour la plupart classées auparavant dans le genre Bradypodion.

## Publication originale
- Tilbury, Tolley & Branch, 2006 : A review of the systematics of the genus Bradypodion (Sauria : Chamaeleonidae), with the description of two new genera. Zootaxa, no 1363, p. 23–38 (correction in Zootaxa, no 1426, p. 68)